# Romanul cavaleresc al celor Trei Regate

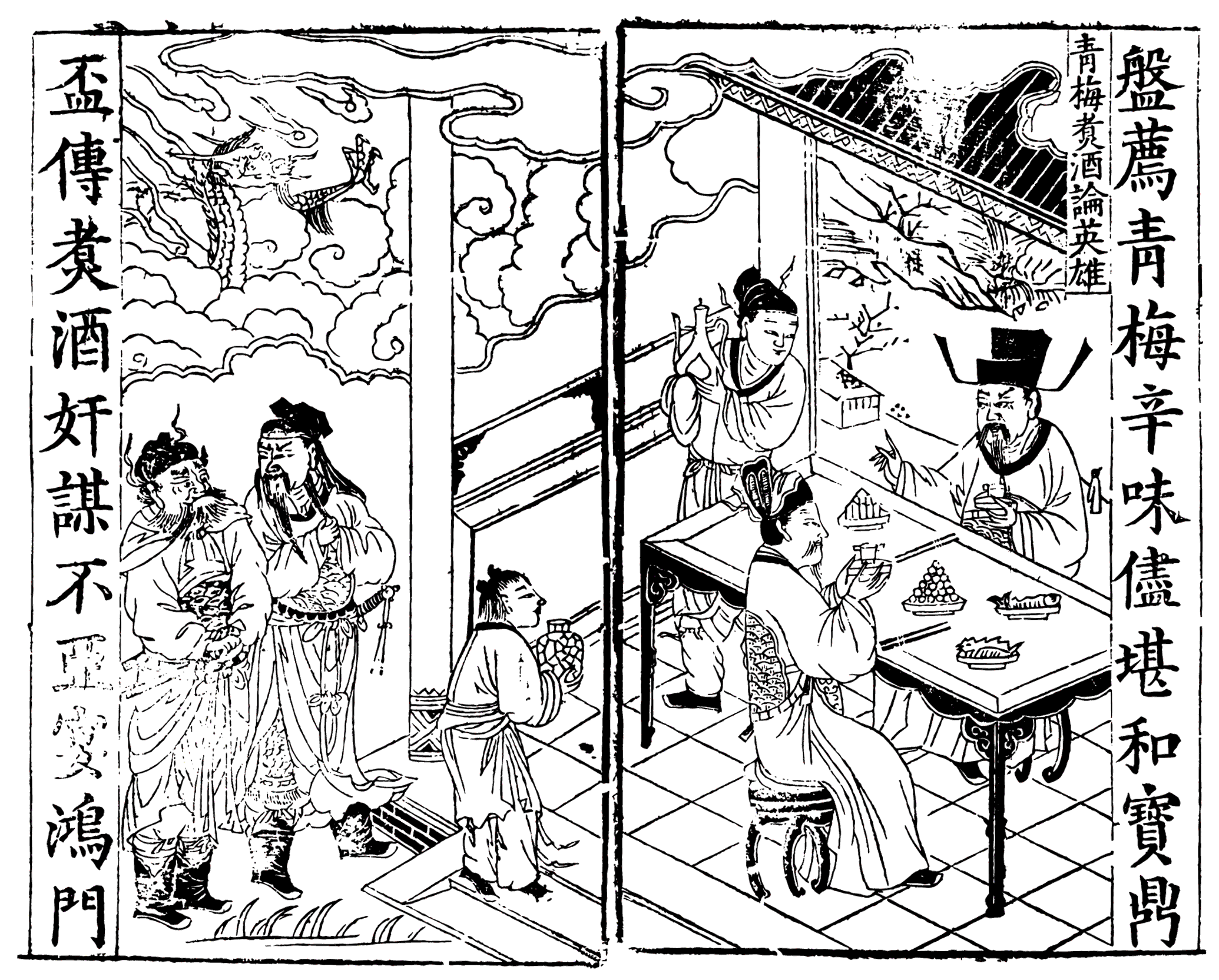
Din ilustrația cărții

Romanul cavaleresc al celor Trei Regate (chineză tradițională: 三國演義; chineză simplificată: 三国演义; pinyin: sānguó yǎnyì), scris de Luo Guanzhong în secolul al XIV-lea, este un roman istoric în chineză despre evenimentele din anii tulburi de la sfârșitul dinastiei Han și începutul perioadei celor Trei Regate, începând cu anul 169 și până la reunificarea întregii Chine, în anul 280. O parte din carte se bazează pe Cronicile celor Trei Regate, al lui Chen Shou.
Este considerat ca unul dintre cele patru mari romane clasice ale literaturii chineze, cu un total de 800.000 de cuvinte, adică aproape un milion de caractere și 120 de capitole.
Este probabil romanul istoric cel mai citit în China.
Acest roman a dus la apariția genului literar chinez cunoscut sub numele de  wuxia.

## Ediții
Este o lucrare care a avut numeroase ediții și deja în timpul dinastiilor Ming și Qing, librarii au creat și versiuni ilustrate pentru a crește vânzările.
A existat o ediție din secolul al XVI-lea, descrisă de istoricul Li Zhuowu. Comentariile sunt plasate în partea de sus a paginii și la sfârșitul fiecărui capitol. Include ilustrații, trei prefețe ("una este a lui Li Zhuowu, iar altele sunt Jiang Daqi și Miao Zunsu") și două eseuri la sfârșitul cărții: Du Sanguo shi wen da (întrebări și răspunsuri despre istoria celor Trei Regate) și Sanguo Zhi Zong Liao Xing Shi (nume de ofițeri pentru perioada celor Trei Regate).
Există o ediție publicată aproximativ între 1644 și 1735 cu 240 de ilustrații, cu o prefață scrisă pentru fiecare capitol de Jin Renrui și comentarii scrise de Mao Shengshan.